# Sympetalae
Sous-classe
Les Sympetalae sont un taxon historique de plantes à fleurs dicotylédones caractérisées par leurs pétales soudés (« sympétalie »). Ce taxon a été abandonné dans les nouvelles classifications, notamment phylogénétiques, bien que le groupe présente des similitudes avec le clade des Astéridées.

## Histoire

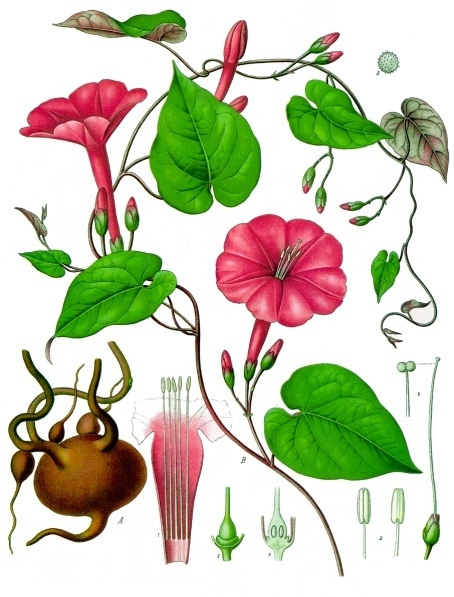
Illustration botanique d'Ipomoea purga.

Sympetalae Rchb., 1827, littéralement « à pétales soudés », est un nom botanique descriptif utilisé dans les classifications d'Eichler, Engler et Wettstein pour un groupe de plantes à fleurs caractérisées par un calice et une corolle séparés et des pétales soudés, au moins à leur base, une condition connue sous le nom de sympétalie.
Avant les classifications phylogéniques d'August Eichler et de ses successeurs, ce groupe correspondait aux Gamopetalae de Bentham et Hooker, « gamopétalie » étant synonyme de « sympétalie ». C'était l'une des trois divisions des dicotylédones dans leur classification. Dans le Blüthendiagramme d'Eichler, la classe des Dicotyledoneae était divisée en deux sous-classes, les Sympetalae (également classées comme Metachlamydeae) et les Choripetalae. Adolf Engler et Karl Prantl ont également répertorié les Sympetalae comme une sous-classe de la classe des Dicotyledoneae dans leur classification, Die Natürlichen Pflanzenfamilien, les Sympetalae étant composées de familles ayant des corolles gamopétales. Alfred Rendle a également décrit les Sympetalae comme provenant des dicotylédones, puis les a divisés en Pentacyclicae et Tetracyclicae en fonction du nombre de parties florales dans chaque groupe, quatre et cinq respectivement.
Selon Engler et Prantl, les Sympetalae comprennent les ordres suivants : Diapensiales, Ericales, Primulales, Plumbaginales, Ebenales, Contortae, Tubiflorae, Plantaginales, Rubiales, Cucurbitales et Campanulatae.
Les fleurs sympétales sont présentes chez de nombreux angiospermes, mais c'est la combinaison de la sympétalie avec un « verticille d'étamines isomère et alterné avec les lobes de la corolle, ou des étamines moins nombreuses que les lobes de la corolle » que Armen Takhtajan (1964) a utilisé pour définir la sous-classe des Asteridae, reprise plus tard par la classification classique de Cronquist (1981), et plus tard, correspondant aux Astéridées dans la classification phylogénétique APG (1998), basée sur la phylogénétique moléculaire. Étant donné que la sympétalie est apparue indépendamment de nombreuses fois au cours de l'évolution (homoplasie), ce caractère n'est pas pertinent pour la classification phylogénétique.

## Exemples d'espèces sympétales
- Gaillet jaune (Galium verum)
- Olivier (Olea europaea)

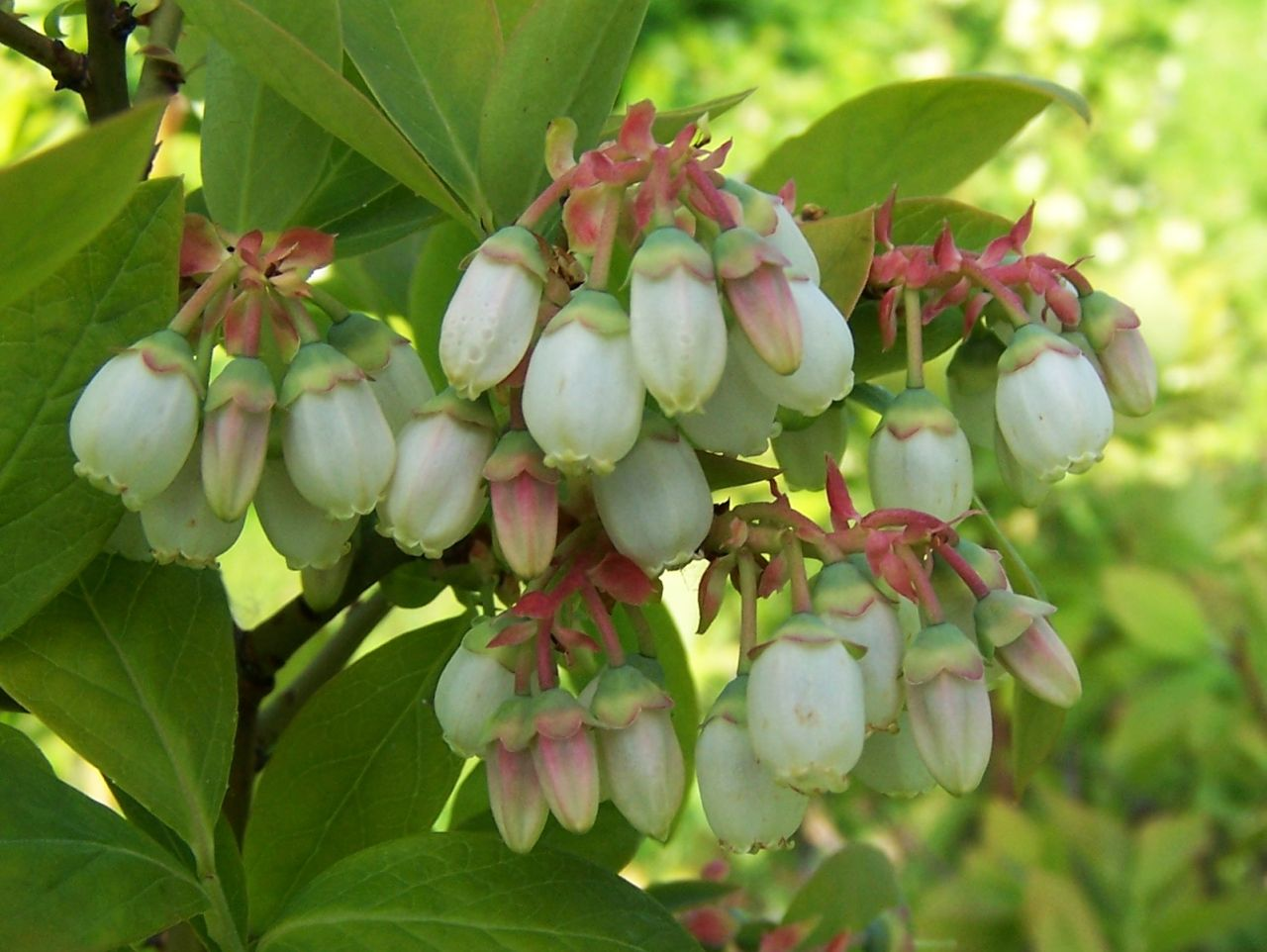
Vaccinium corymbosum.

- Myrtille américaine (Vaccinium corymbosum)
- Gentiane asclépiade (Gentiana asclepiadea)
- Lavande vraie (Lavandula angustifolia)
- Ipomée Ipomoea purga